# Timglasdelfin
Timglasdelfin (Lagenorhynchus cruciger) är en art i familjen delfiner som förekommer i Antarktiska oceanen. Länge var den okänd för vetenskapen och beskrevs först 1824 utifrån en skiss. Sedan dess har bara sex individer undersökts.[källa behövs]

## Utseende och anatomi

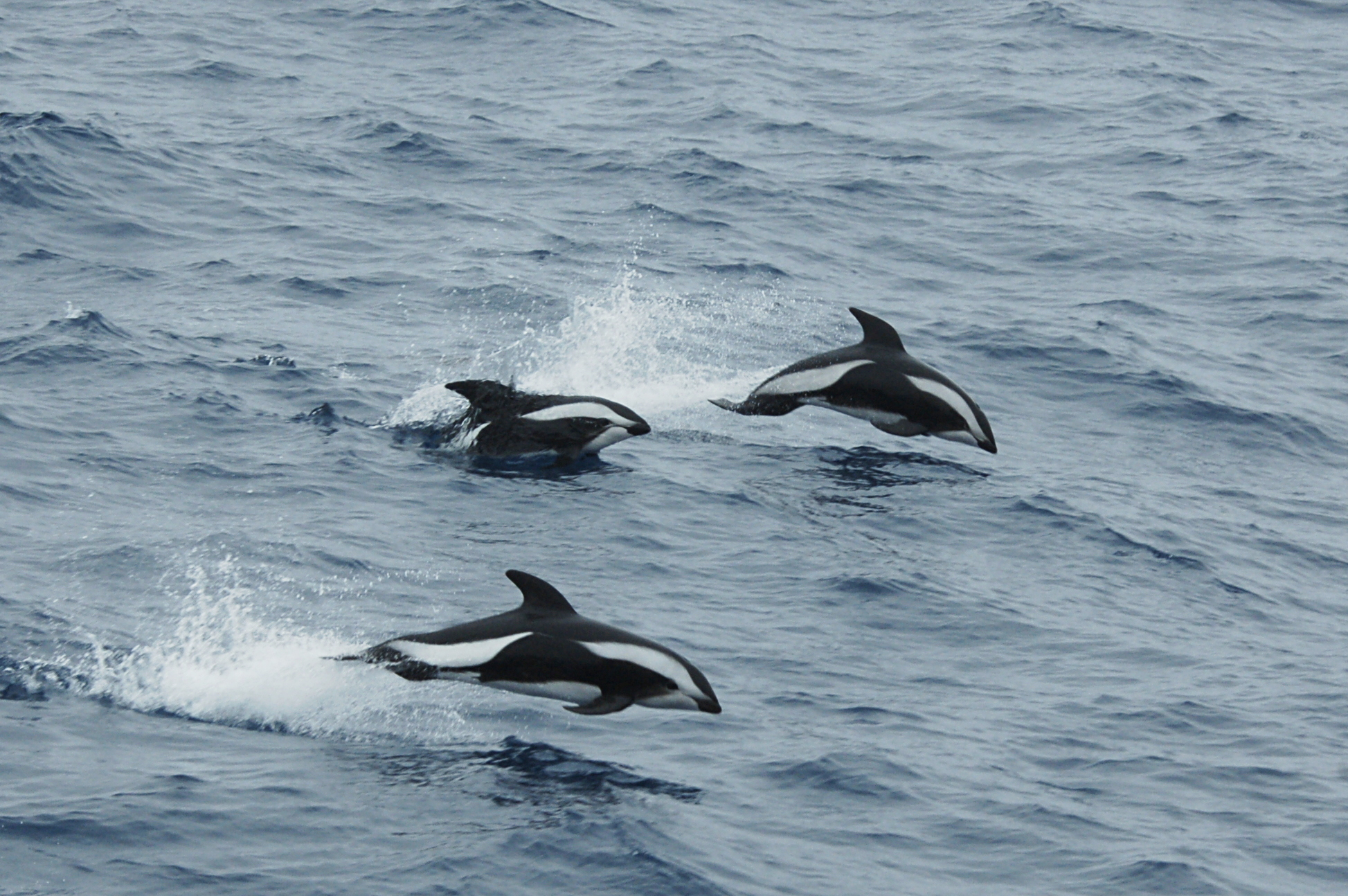
Timglasdelfin

Timglasdelfinen är svart och vit och en del av mönstret har en timglasform. Kroppslängden varierar från 142 till 187 centimeter och de kan väga mellan 90 och 100 kilo. Hanarna av denna delfinart är något mindre och slankare än honorna.

## Utbredning och status
Timglasdelfinen lever främst i Antarktis, men syns ibland utanför Chile, Sydafrika och Nya Zeeland. Man tror att det idag finns omkring 144 000 individer. 2010 fann man ett kadaver av en timglasdelfin på en strand i Nya Zeeland, vilket var den första som sköljts iland på 150 år.

## Ekologi
Timglasdelfinen lever i grupper på ungefär 1 till 8 individer, men ibland kan de simma i flockar med upp till 60 individer, och de brukar ofta dela jaktområde med fenvalarna. Deras diet består av olika sorters bläckfisk, småfisk och skaldjur.

## Namn
Sitt trivialnamn har timglasdelfinen fått efter det svartvita mönstrets form. Det vetenskapliga namnet cruciger betyder korsbärare och syftar på att det svartvita mönstret uppifrån bildar ett johannitkors.

## Status
Timglasdelfin jagas troligen i viss mån av späckhuggaren (Orcinus orca) och den hamnar ibland som bifångst i fiskenät. Beståndet är däremot inte hotat och arten listas av IUCN som livskraftig (LC).